# Jim Devellano
Jim Devellano (* 18. Januar 1943 in Toronto, Ontario) ist ein kanadischer Eishockey- und Baseballfunktionär. Er war in unterschiedlichen Positionen bei den Eishockeymannschaften New York Islanders und Detroit Red Wings in der National Hockey League tätig und konnte mit ihnen sieben Mal den Stanley Cup gewinnen. Zurzeit ist er Senior Vize-Präsidenten der Detroit Red Wings und der Detroit Tigers.

## Karriere
Jim Devellano hatte selbst nie Eishockey gespielt, aber schloss sich 1967 dem gerade erst gegründeten Franchise der St. Louis Blues aus der National Hockey League als Scout an. In seiner Zeit in St. Louis arbeitete er unter anderem mit den Trainern Al Arbour und Scotty Bowman zusammen.
1972 wechselte Devellano zu den New York Islanders, die vor ihrer ersten Saison in der NHL standen. Auch dort übernahm er den Job als Scout, hatte aber auch Einfluss auf den damaligen General Manager der Islanders Bill Torrey. Als 1973 ein neuer Trainer gesucht wurde, war es Devellano, der Al Arbour vorschlug. Das Team stieg unter Arbour überraschend schnell zu einem Kandidaten für den Stanley Cup auf. 1979 übernahm Devellano den Posten als General Manager des CHL-Farmteam der Islanders in Indianapolis und führte das Team bis 1981. Die New York Islanders hatten währenddessen in den Jahren 1980 und 1981 den Stanley Cup gewonnen und Devellano kehrte 1981 zum Team zurück und wurde Assistent des General Manager Bill Torrey. Unter ihrer Führung gewann das Team auch 1982 den dritten von insgesamt vier Stanley Cups.
1982 wurde das NHL-Team der Detroit Red Wings von Mike Ilitch gekauft und Jim Devellano war im Sommer 1982 die erste Person, die er einstellte. Er erhielt den Posten als General Manager, doch die Situation in Detroit war mit der der Islanders nicht zu vergleichen. Detroit hatte in den 1950er Jahren zu den besten Teams der NHL gehört, war aber in den 1960er und 1970er Jahren durch anhaltende Misserfolge zu einer grauen Maus im Eishockeygeschäft verkommen und trug den hämischen Spitznamen „Detroit Dead Wings“. Mike Ilitch hatte Devellano engagiert, damit er das Team zurück zu den Erfolgen aus früheren Jahren führt.
Die Saison 1982/83 brachte noch nicht den Umschwung, aber im Sommer 1983 sollte Devellano eine Entscheidung treffen, die entscheidende Wirkung auf die Zukunft der Red Wings haben sollte. Im NHL Entry Draft 1983 zeigte er seine ganze Erfahrung, die er als Talentscout gesammelt hatte und wählte mit dem ersten Draftpick in seiner Karriere als General Manager der Red Wings den 18-jährigen Steve Yzerman aus. Yzerman zeigte gleich in seiner ersten Saison sein Können und gehörte Mitte der achtziger Jahre zu den besten Jungstars der NHL.
1984 baute Devellano das Scouting-System der Red Wings aus und schickte Scouts nach Europa um auch dort Spieler beobachten zu lassen. Europäer waren damals in der NHL noch nicht in jedem Team anzutreffen, weshalb diese Entscheidung des GM als besonders innovativ angesehen wurde. Und dieser Schritt sollte auch Früchte tragen, als die Red Wings in den kommenden Jahren hoffnungsvolle Talente, wie Sergei Fjodorow, Slawa Koslow, Wladimir Konstantinow oder Nicklas Lidström über den Entry Draft verpflichten konnten.
Mit dem Ende der achtziger Jahre hatten sich die Red Wings wieder in den Playoffs etabliert und wurden von Steve Yzerman, der mittlerweile Mannschaftskapitän des Teams und einer der Superstars der NHL war, angeführt.
Im Sommer 1990 gab Devellano den Job als General Manager an Bryan Murray ab und wurde Senior Vize-Präsident der Red Wings. In den folgenden Jahren qualifizierte sich das Team jedes Jahr für die Playoffs, doch es war für die ambitionierte Führung der Red Wings kein Fortschritt erkennbar, sodass mit Scotty Bowman 1993 ein neuer Trainer verpflichtet wurde. Devellano trug einen großen Teil zu dieser Verpflichtung Bowman’s bei, hatten beide doch Ende der 1960er Jahre zusammen in St. Louis gearbeitet und in den vergangenen 25 Jahren auf getrennten Wegen große Erfolge feiern können.
1994 kehrte Devellano auf den Posten des General Managers zurück, ehe er 1997 sein angestrebtes Ziel endgültig erreichte und die Detroit Red Wings gewannen nach 42 Jahren wieder den Stanley Cup, den Kapitän Steve Yzerman entgegennahm. Nach diesem Erfolg übernahm Ken Holland, der einige Jahre als Assistent von Devellano Erfahrung gesammelt hatte, den Job als General Manager, Devellano konzentrierte sich wieder auf seine Arbeit als Senior Vize-Präsident.
2001 wurde Devellano zum Vize-Präsidenten des Baseball-Team Detroit Tigers ernannt, das ebenfalls Mike Ilitch gehört.
Mittlerweile ist Devellano Träger von 14 Meisterschaftsringen. Neben den sieben Stanley-Cup-Ringen erhielt er drei Calder-Cup-Ringe sowie einen Riley-Cup-Ring durch die Meisterschaften der AHL- bzw. ECHL-Farmteams von Detroit und zwei Adams-Cup-Ringe durch die CHL-Farmteams der New York Islanders. Hinzu kommt ein Ring im Baseball durch den Gewinn der American-League-Meisterschaft mit den Detroit Tigers.
In seiner Karriere als General Manager handelte Devellano nach seinem Motto, dass das Fundament für ein gutes Team mit einem sehr guten Scouting-System und richtigen Entscheidungen im Entry Draft gelegt wird. Das beste Beispiel dafür hatte er mit seiner Wahl von Steve Yzerman im Jahr 1983 geliefert, der 23 Jahre für die Red Wings spielte, 20 Jahre lang deren Mannschaftskapitän war, als einer der besten Spieler der NHL-Geschichte gilt und der das Team zu drei Stanley-Cup-Siegen führte.
2010 wurde er mit der Aufnahme in die Hockey Hall of Fame geehrt.

## Sonstiges
Unter Devellanos Führung reiften mehrere General Manager heran. Ken Holland beerbte ihn bei den Red Wings und Darcy Regier von den Buffalo Sabres und Don Waddell von den Atlanta Thrashers lernten ebenfalls bei ihm.

## Erfolge und Auszeichnungen
- 1980 Stanley-Cup-Gewinn mit den New York Islanders (als General Manager des Farmteam)
- 1981 Stanley-Cup-Gewinn mit den New York Islanders (als General Manager des Farmteam)
- 1982 Stanley-Cup-Gewinn mit den New York Islanders (als Assistenz-General Manager)
- 1997 Stanley-Cup-Gewinn mit den Detroit Red Wings (als General Manager)
- 1998 Stanley-Cup-Gewinn mit den Detroit Red Wings (als Senior Vize-Präsident)
- 2002 Stanley-Cup-Gewinn mit den Detroit Red Wings (als Senior Vize-Präsident)
- 2006 American-League-Meisterschaft mit den Detroit Tigers (als Senior Vize-Präsident)
- 2008 Stanley-Cup-Gewinn mit den Detroit Red Wings (als Senior Vize-Präsident)
- 2009 Lester Patrick Trophy
- 2010 Aufnahme in die Hockey Hall of Fame